# 마장고등학교
마장고등학교(麻長高等學校)는 대한민국 경기도 이천시 마장면 양촌리에 있는 공립 고등학교이다.

## 학교 연혁
- 1975년 11월 14일 : 마장상업고등학교 설립인가(6학급)
- 1976년 3월 1일 : 초대 한동윤 교장 취임
- 1976년 3월 3일 : 신입생 입학식(남 74명, 여 46명)
- 1976년 3월 20일 : 개교기념식 거행
- 1998년 5월 4일 : 다목적 교실(체육관) 준공
- 1998년 11월 10일 : 멀티미디어 교실 설치
- 2001년 3월 1일 : 마장정보산업고등학교로 교명 변경
- 2005년 3월 1일 : 마장고등학교로 교명 변경
- 2013년 8월 30일 : 급식실 개소식
- 2020년 1월 3일 : 제42회 졸업식(일반계 21명, 상업계 43명, 총 3,664명)
- 2020년 3월 2일 : 보통과 1반, 물류경영과 1반, e-비즈니스과 1반 학과개편
- 2021년 3월 1일 : 외식경영과 1반 학과개편
- 2024년 3월 1일 : 제21대 김영신 교장 취임, 마케팅경영과 1반 학과 개편
- 2024년 3월 4일 : 신입생 입학식(총 80명 보통과 35명, 마케팅경영과 22명, 외식경영과 23명)

## 설치 학과
- 7차일반
- 외식경영과
- 물류경영과

## 참고 자료
- 마장고등학교 - 한국교육학술정보원 학교알리미